# Macrobrachium dayanum
Macrobrachium dayanum ist eine im Süßwasser lebende Garnelenart in der Familie der Felsen- und Partnergarnelen (Palaemonidae). Die Art wird auch, zusammen mit Macrobrachium assamense, als Ringelhandgarnele bezeichnet, andere nennen sie Schoko- oder Rotscherengarnele. Erstbeschrieben wurde die Art unter dem wissenschaftlichen Namen Palaemon dayanus. Zum Artzusatz dayanus/dayanum machte Henderson keine Angaben, zur Herkunft gab er unter anderem „Lahore (Day)“ an. In der Einleitung schrieb er, dass eine Serie indischer Krebstiere aus der Nationalsammlung eine große Anzahl Exemplare vom verstorbenen Surgeon-General Francis Day enthielt. Diese markierte er in seinen Beschreibungen mit „(Day)“.

## Merkmale
Mit einer Körperlänge von 7 bis 9 cm ist Macrobrachium dayanum eine mittelgroße Art der Felsen- und Partnergarnelen. Das Rostrum ist gerade oder leicht gebogen und reicht bis zum distalen Ende des Scaphocerit (Antennenschuppe) oder bis etwas dahinter. Die Rostralformel ist 5–11 (gewöhnlich 8–9)/4–7 (gewöhnlich 5–6, jeweils rückenseitige Zähne/bauchseitige Zähne). Henderson gab 7–9/5–6 an. Die ersten und dritten Schreitbeine sind schlank, die ersten ragen mit den Fingern über den Scaphocerit hinaus. Die zweiten Schreitbeine sind einander ähnlich in der Form und nicht ganz gleich lang, die Basis der Scherenhand ist seitlich etwas abgeflacht und deutlich länger als die Scherenfinger. Das Telson ist 3,5 mal so lang wie breit.
Gefangene adulte Tiere waren bräunlich grau mit deutlichen Streifen auf den Schreitbeinen und den Antennae („zweite Antennen“). In Laborhaltung verloren die Tiere nach der Häutung ihre braune Farbe und wurden blass, wahrscheinlich weil natürliche Nahrung fehlte und die Aquarien keinen Planktonaufwuchs hatten. Subadulte Tiere zeigen rotbraune Streifen an den Scherenbeinen („Ringelhandgarnele“), oft mit einem deutlichen rotbraune Längsstreifen auf dem Rostrum.
Arten die wie Macrobrachium dayanum Rillen an den Fingern der Chela haben, ordnete Tiwari (1955) der „Macrobrachium hendersoni-Artengruppe“ zu. Von den anderen Arten dieser Gruppe unterscheidet sich Macrobrachium dayanum dadurch, dass nur die zum Körper gelegene Hälfte der Schneidekanten der Finger behaart ist.

## Verbreitung
Die Art ist im nördlichen Indien weit verbreitet, einen weiteren Nachweis gibt es aus dem südlichen Nepal. Ob die Art in Myanmar ursprünglich vorkommt ist unklar, da die Art in einem See bei dem Kandawglay Aquarium in Rangun nachgewiesen wurde.

## Lebensweise
Wie bei allen Felsen- und Partnergarnelen werden die Eier mit zentralem Dotter (centrolecithale Eier) bis zum Schlupf in einer Tasche ausgebrütet, die sich am Bauch zwischen den Schwimmbeinen der Weibchen befindet. Die Kammer wird allgemein als Brutkammer bezeichnet (engl. brood chamber) und sichert eine hohe Überlebensrate der Embryonen. Die frisch abgelegten Eier der Art sind olivgrün, die Farbe unterscheidet sich von anderen Arten. Je nach Entwicklung, die verschiedene Stadien durchläuft, geht die Farbe dann zu blassgelb über braungelb und schließlich zu einem matten weiß wenn das Eigelb vollständig aufgebraucht ist. Das Schlüpfen erfolgt in Gruppen, die frisch geschlüpften Larven sind gelblich-braun gefärbt und im Durchschnitt 6 mm lang. Die Larven sind bis auf einige Strukturen wie Oberkiefer und Telson den Postlarven (dem fortgeschrittenen Jungtier) fast ähnlich. Wie die meisten Arten der Gattung ist Macrobrachium dayanum Alles- und Fleischfresser, kleine Wirbellose wie Wenigborster, Schnecken oder aquatisch lebende Insekten werden bevorzugt gefressen.

## Aquarienhaltung
Im Aquarienhandel wird die Art als Ringelhandgarnele angeboten. Wahrscheinlich infolge Aquarienhaltung wurde Macrobrachium dayanum als Neozoon im wärmebelasteten Fluss Erft und seinem rechten Zulauf Gillbach in Deutschland gefunden, ebenso wie exotische Pflanzen und die Rückenstrichgarnele.